# Eleccions al Parlament d'Andalusia de 2015
Les eleccions al Parlament d'Andalusia corresponents a la X Legislatura d'Andalusia de l'actual període democràtic van ser celebrades el 22 de març de 2015, després d'haver estat convocades el 27 de gener d'aquest mateix any. Aquests comicis havien de celebrar-se l'any 2016, però la Presidenta de la Junta d'Andalusia, Susana Díaz, va al·legar per avançar les eleccions "desconfiança" cap als socis d'Esquerra Unida Els Verdes-Convocatòria per Andalusia i la situació d'inestabilitat que, al seu judici, travessava l'Executiu de coalició.

## Història

### Antecedents: les eleccions de 2012
Les eleccions al Parlament d'Andalusia de 2012 van donar com a resultat la primera victòria del Partit Popular Andalús en unes autonòmiques andaluses amb 50 escons, quedant-se a cinc de la majoria absoluta que hagués permès governar a Javier Arenas. El PSOE d'Andalusia perdia la seva majoria absoluta i per primera vegada no va ser la força política més votada de la comunitat, quedant-se a 40.000 vots i tres diputats del Pàg. No obstant això, un pacte amb Esquerra Unida Els Verdes-Convocatòria per Andalusia, que va duplicar el seu nombre d'escons fins als 12, va permetre al PSOE-A governar conjuntament amb la formació d'esquerres. José Antonio Griñán va mantenir la presidència de la Junta, en la qual va entrar IULV-CA amb una vicepresidència i tres conselleries.

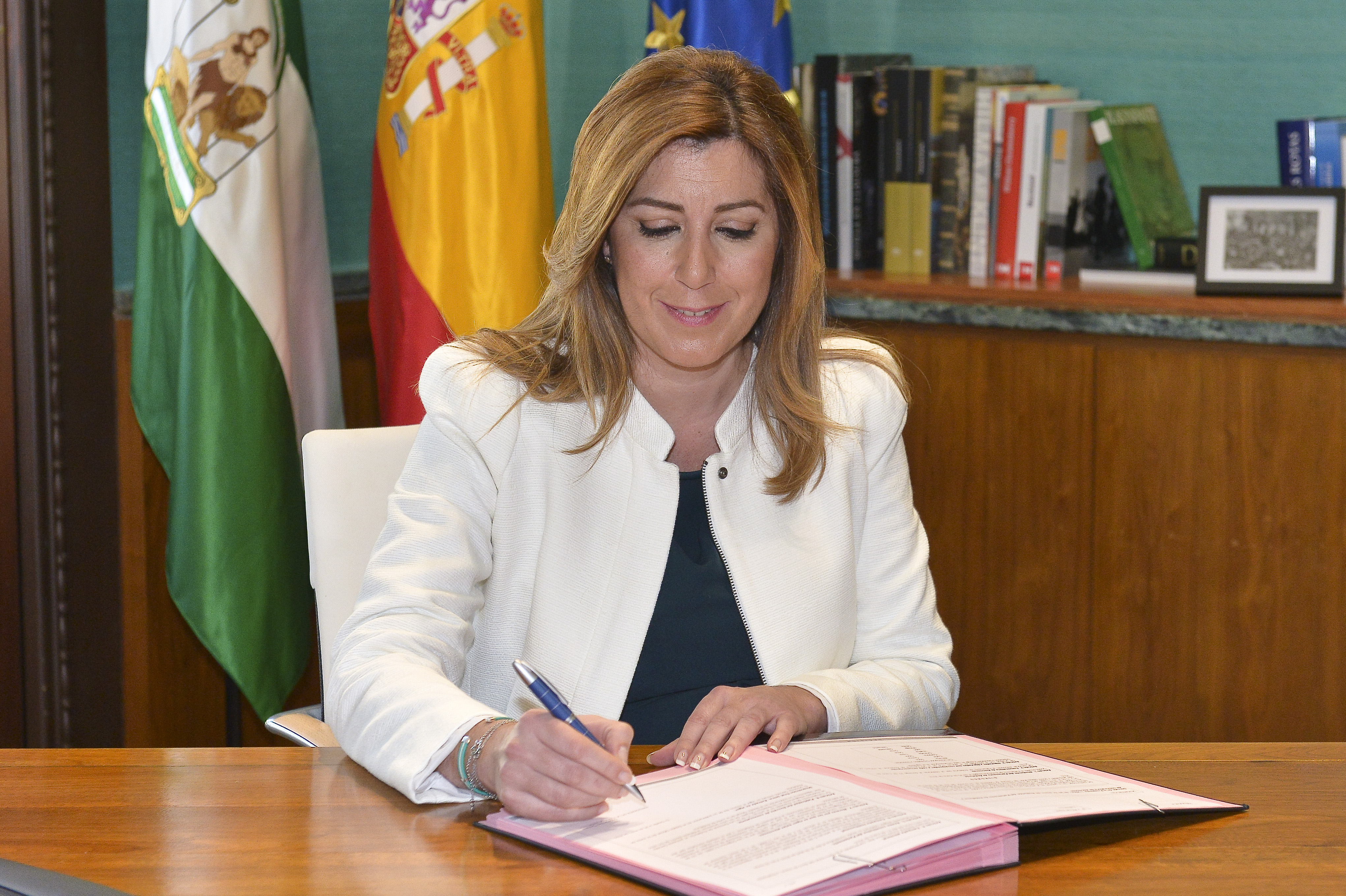
La presidenta de la Junta signant la dissolució del Parlament.

## Campanya electoral

### Lemes de campanya
- Partit Popular Andalús: Amb tu per Andalusia.
- Partit Socialista Obrer Espanyol d'Andalusia: Andalusia té molt a dir.
- Esquerra Unida Els Verdes-Convocatòria per Andalusia: Transformar Andalusia.
- Podem: El canvi comença per Andalusia.
- Ciutadans-Partit de la Ciutadania: Canviar Andalusia està a les teves mans.
- Unió Progresso i Democràcia: Gent com tu aixeca Andalusia.
- Ciutadans Lliures Units: Per una Andalusia dels ciutadans.
- Falange Espanyola de les JONS: Per Andalusia, per Espanya, per tu.
- Partit Andalucista: Defensa Andalusia.
- Partit Animalista Contra el Maltractament Animal: Andalusia sense maltractament animal.
- Partit Comunista dels Pobles d'Espanya: Comunistes, la veu de la classe obrera andalusa.
- Vox: Som diferents, som la dreta.

### Aspectes rellevants de la campanya
La cadena pública andalusa va rebre crítiques pel tractament que va donar als diferents partits polítics que es van presentar a les eleccions, encara que la principal crítica va ser sobre el «excessiu protagonisme» que es va concedir a Susana Díaz des del dia en què aquesta va anunciar la data de les eleccions. Un exemple que es va usar per verificar aquest fet va ser que des del 27 de gener fins al 28 de febrer, els informatius d'aquesta televisió pública van dedicar 3 hores, 22 minuts i 8 segons a parlar del PSOE i de la presidenta de la Junta, enfront de les 2 hores, 10 minuts i 37 segons que van emprar per informar dels populars, que van ser l'opció política més votada en 2012, segons es recull en un informe del PP.

## Jornada electoral

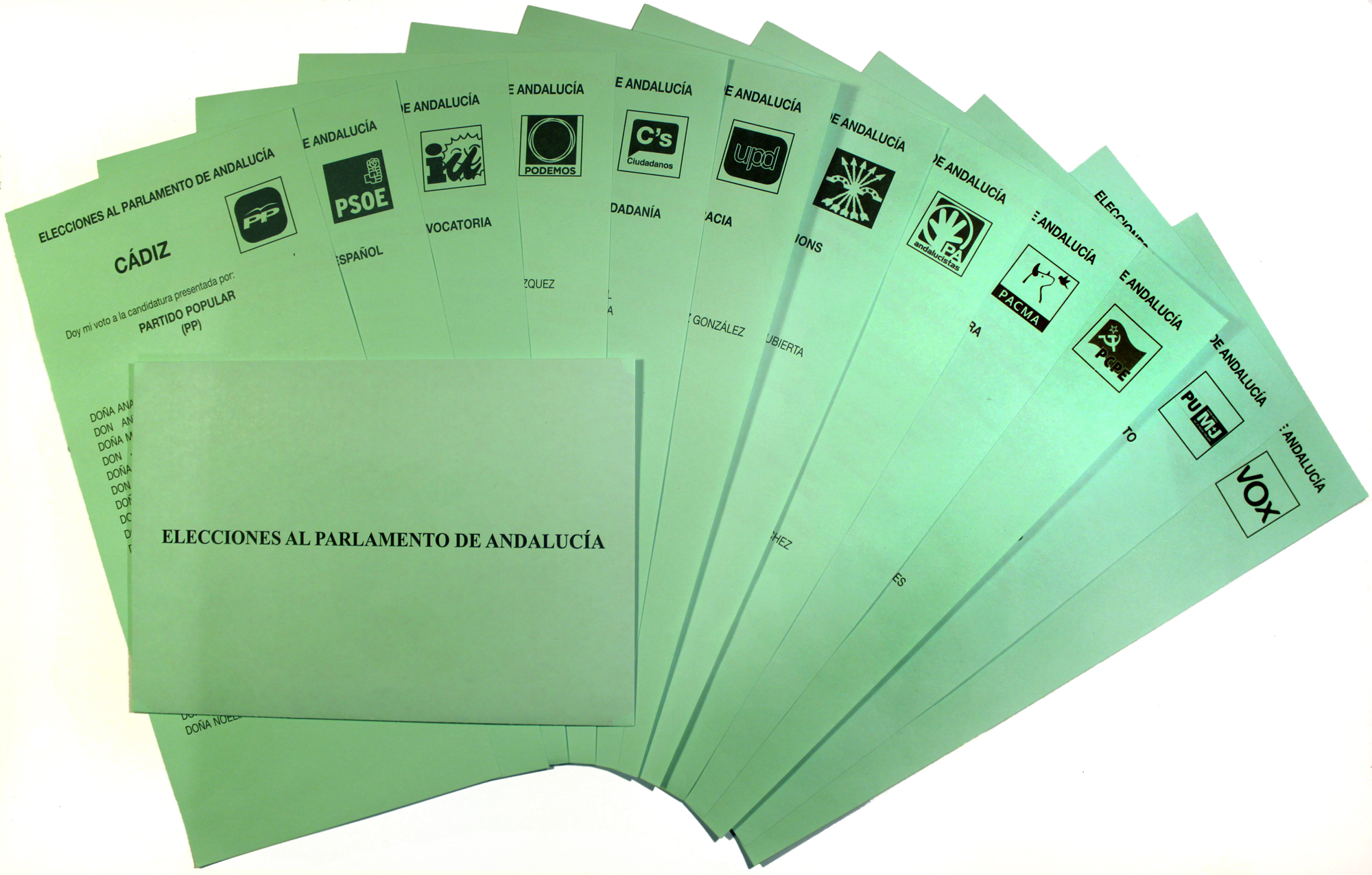
Paperetes electorals de la circumscripció de Cadis i sobre de votació.

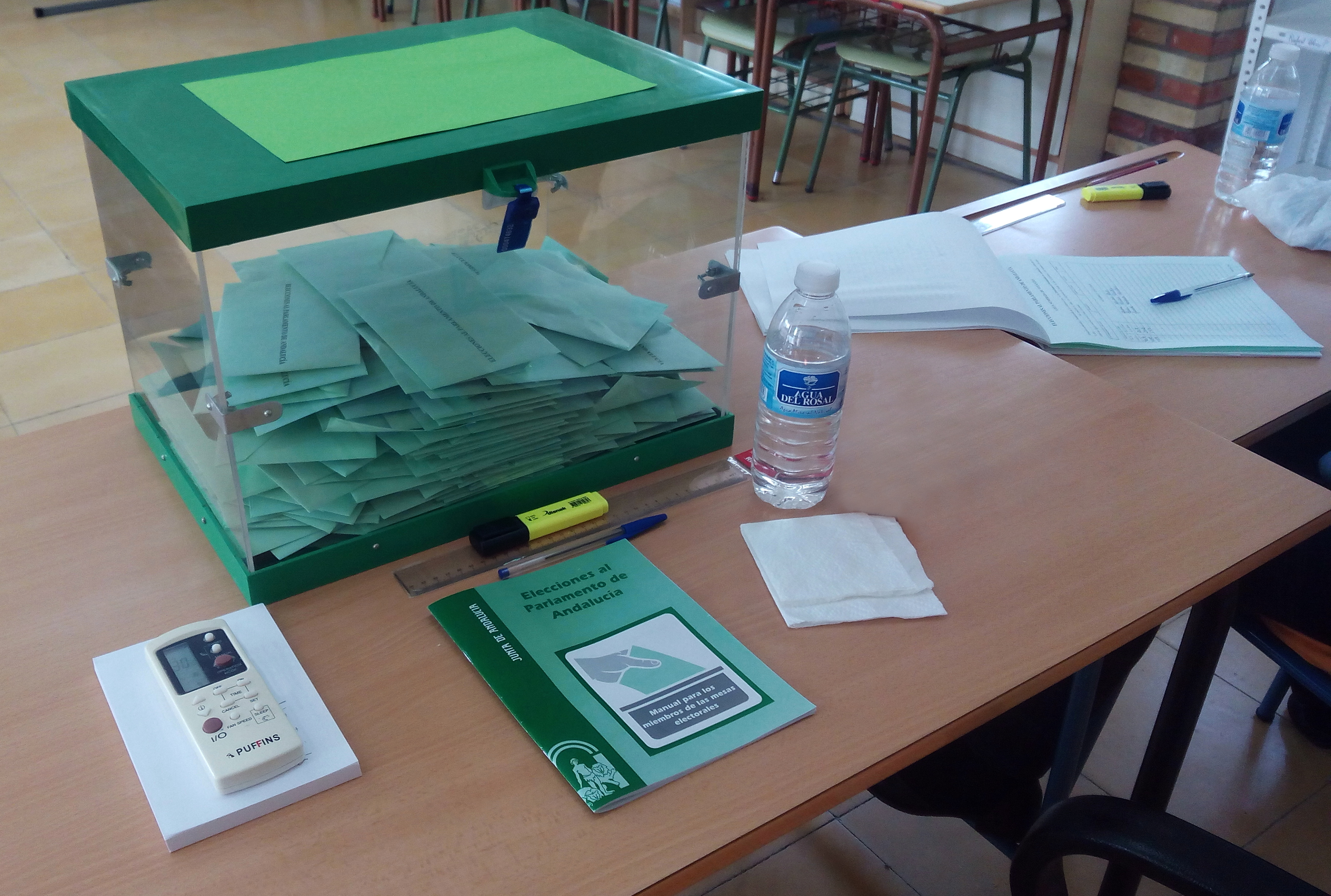
Urna electoral.

La jornada electoral va començar en els 3.835 col·legis electorals d'Andalusia a les 8:00 del matí amb la constitució de les 9.873 taules electorals a les seves seus per part dels presidents de taula, vocals i suplents, la presentació dels interventors dels partits polítics i la constatació de la presència de tots els elements necessaris per a la votació. Després d'aixecar-se l'acta de constitució de taula a les 8:30 hores els col·legis electorals es van obrir a les 9:00 del matí perquè els ciutadans inscrits en ells poguessin votar. Els col·legis van romandre oberts durant tota la jornada electoral explicant a tot moment amb la presència de, almenys, dos dels membres de la taula.
Les votacions van acabar a les 20:00 hores amb el tancament del col·legi electoral, la introducció en les urnes dels vots remesos per correu i la votació per part dels membres de la taula electoral i dels interventors. A continuació va tenir lloc l'escrutini dels vots amb la presència de tots els membres de la taula electoral llegint i mostrant cadascun dels vots a vocals, interventors i apoderats. Després de finalitzar aquest es van destruir les paperetes de vot, excepte aquelles declarades nul·les i es va anunciar públicament el resultat de la votació. Finalment es va aixecar l'acta d'escrutini amb els resultats i les actes de la sessió que es van lliurar en el jutjat de primera instància i en l'oficina de correus que corresponia.